# Akkommodation (religion)
 For alternative betydninger, se Akkommodation. (Se også artikler, som begynder med Akkommodation)
Med akkommodation (af lat. ad til og commodus bekvem) i religiøs sammenhæng tænkes på den tilpasning til lokale forhold en religion - som for eksempel kristendommen - kan benytte sig af i sit missionsarbejde.
I teologisk henseende skelner man mellem en formel eller negativ akkommodation, som alene gælder måden, hvorpå en teologisk lære overføres til et samfund, og en materiel eller positiv akkommodation, som sigter på lærens indhold.
Formel akkommodation foregår, når læreren, i sin bestræbelse på at formulere sine tanker i en form eller et sprog, som er forståeligt for den uvidende tilhører og derfor formulerer sig på en måde og ved brug af begreber og udtryk fra tilhørerens forestillingsverden, hvori han indlægger en ny og højere mening og derved bringer tilhørerne eller disciplene op på sit eget niveau.
Materiel akkomodation forekommer, hvis læreren for ikke at komplicere budskabet for sine tilhørere bevidst udelukker dele af læren og giver en fremstilling, der afviger fra lærens egentlige indhold fx ved at optage forestillinger fra tilhørernes egen forestillingsverden selv om, de egentlig intet har med læren at gøre.
Inden for rationalistisk teologi udviklede Johann Salomo Semler (1725-1791) den fordring, at man må analysere kritisk og gøre sig de tidsafhængige betingelser klar. Ifølge hans akkommodationteori tilpassede Jesus sit budskab til forståelseshorisonten hos datidens mennesker. Man kan ikke blot uden videre oversætte datidens udtryk. Kristendommen blev mundtligt overleveret til ind i det andet århundrede.